# 죽도 (고흥군)
죽도(竹島)는 대한민국 전라남도 고흥군 도화면 지죽리에 속한 섬이다.